# Nucella emarginata
Nucella emarginata är en snäckart som först beskrevs av Gérard Paul Deshayes 1839.  Nucella emarginata ingår i släktet Nucella och familjen purpursnäckor. Inga underarter finns listade i Catalogue of Life.

## Bildgalleri

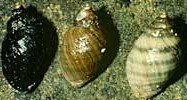
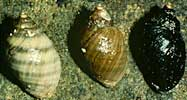